# Liv Dommersnes

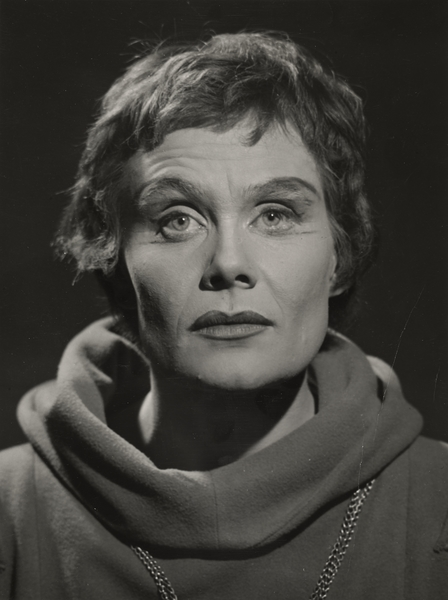

Liv Dommersnes, född Strømsted 28 september 1922 i Oslo, död 6 april 2014, var en norsk skådespelare.
Hon debuterade 1941 som Helga i Bjørnstjerne Bjørnsons Geografi och kärlek på Nationaltheatret, och var anställd där till 1945 samt åren 1949–1962. Hon spelade en framträdande roll vid Studioteatret 1945–1949. Åren 1962–1963 var hon anställd vid Edderkoppen Teater och 1964–1965 vid Oslo Nye Teater.
Dommersnes har spelat flera betydande roller i klassisk och modern repertoar, däribland Rakel i Bjørnsons Over Ævne I, Solveig, Svanhild, Hilde och Nora hos Ibsen, Julia i Romeo och Julia, Varja i Körsbärsträdgården och Ysé i Paul Claudels När dagen vänder. Hon hålls också som en av landets främsta lyriktolkare, bland annat av Olaf Bulls, Edith Södergrans och Claes Gills poesi. Efter en lång period då hon enbart ägnade sig åt arbete med poesin återvände hon 1985 till Nationaltheatret, där hon sporadiskt medverkade i mer experimentella föreställningar, huvudsakligen på Amfiscenen.
Dommersnes var statsstipendiat sedan 1984. Hennes självbiografi Alt har sin tid kom ut 2001.

## Filmografi
- 1952 – Andrine og Kjell
- 1955 – Den blodiga vägen
- 1955 – Ute blåser sommarvind
- 1963 – Onkel Vanja
- 1964 – Oppbrud
- 1968 – Veversken
- 1993 – Reisen til Venezia